# Geranium platyrenifolium
Geranium platyrenifolium är en näveväxtart som beskrevs av Z.M. Tan. Geranium platyrenifolium ingår i släktet nävor, och familjen näveväxter. Inga underarter finns listade i Catalogue of Life.